# Мато Гросо (плато)
Мато Гросо (на португалски: Mato Grosso) е обширно плато, в западната част на Бразилското плато, разположено в югозападната част на Бразилия, в щата Мато Гросо. На северозапад се свързва с платото Сера дос Паресис, на север чрез своите ниски и дълги възвишения Сера до Томбадор, Сера дос Каябис, Сера Формоза, Сера до Ронкадор и др. плавно се понижава към Амазонската низина, на изток се свързва с платото Сера до Каяпо, а на юг чрез стръмни склонове се спуска към равната и заблатена низина Пантанал. Явява се главен вододел между водосборните басейни на Амазонка на север и Парана на юг. На север водят началото си реките от басейните на Тапажос, Шингу и Арагуая, а на юг – река Парагвай и нейните многочислени горни притоци. Платото е изградено основно от палеозойски пясъчници, образуващи стръмни откоси, наречени „шапади“. Максималната му височина е 893 m, издигаща се в масива Сера Азул. Климатът е субекваториален, горещ, с влажно лято. Покрито е с нискодървесна савана, наречена „кампос серадос“. От изток на запад се пресича от Трансамазонската Бразилска автомагистрала.